# Guy d'Ibelin (1286-1308)
Pour les articles homonymes, voir Guy d'Ibelin.
Guy d'Ibelin, né en ou circa 1286, mort le 8 septembre 1308, fut sénéchal du royaume de Chypre.
Il était fils de Balian d'Ibelin et de sa femme Alice de Lampron.
Il épousa en 1303 sa cousine Isabelle d'Ibelin, fille de Baudouin d'Ibelin et de sa femme Marguerite Embriaco de Giblet, et eut :
- Alice d'Ibelin, seconde épouse d'Hugues IV de Chypre.
- Marguerite d'Ibelin, née en 1307, épouse avec dispense papale de son cousin Guy d'Ibelin, sénéchal de Chypre, dont postérité.